# Крихітка Дорріт (телесеріал)
Крихітка Дорріт — британський телесеріал 2008 року, створений BBC та WGBH Boston за мотивами роману Чарльза Діккенса «Крихітка Дорріт», повне видання якого вперше з'явилося в 1857 році. Спочатку він транслювався по BBC One і BBC HD, починаючи з 26 жовтня 2008 року. Перший епізод тривав 60-хвилин, за ним було показано 12 епізодів по тридцять хвилин кожен і 60-хвилинний фінал. У Сполучених Штатах, він був показаний в п'яти епізодах як частина серій PBS' Masterpiece в період між 29 березня і 26 квітня 2009 року. В Австралії, епізоди були об'єднані в сім частин. Їх показували щонеділі о 20:30 на телеканалі АВС1. В Україні серіал був показаний на телеканалі СТБ.
Серіал переміг у семи номінаціях з одинадцяти на 61-й церемонії вручення Primetime Emmy Awards, зокрема у номінаціях: «Найкращий серіал», «Найкращий режисер» та «Найкращий сценарій».

## Короткий опис серій
| Серія | Короткий зміст |
| ----- | --- |
| 1     | Артур Кленнем повертається до Англії після тривалих мандрів. У будинку своєї матері він знайомиться з Емі Дорріт. Артур підтримує дівчину і вона швидко до нього прив'язується.                                                       |
| 2     | Емі дізнається, що борги її брата кимось виплачені і вона намагається з'ясувати, хто це зробив. |
| 3     | Емі отримує пропозицію вийти заміж за молодого Джона Чівера. Вона відмовляє йому, чим викликає невдоволення свого батька. |
| 4     | Артура Кленнема, який вирішив зробити пропозицію своїй давній знайомій Пет Міглз чекає розчарування. |
| 5     | Містер Дорріт, батько Емі, повертається додому після двадцяти років, проведених у в'язниці Маршалсі. Він хоче забути ганебне минуле і вирішує переїхати з сім'єю за кордон. Сім'я Доррітів їде до Венеції, щоб почати там нове життя. |
| 6     | У Венеції сім'я Доррітів насолоджуються розкішшю італійського міста, проте їх починає долати туга за батьківщиною. Містер Дорріт хоче помістити свій капітал у банк.                                                                  |
| 7     | Містер Дорріт повертається в Лондон, залишаючи Емі в Венеції. Однак життя в Лондоні не виправдовує його сподівань. |
| 8     | Містер Мердл, з яким мав справи Дорріт, покінчив життя самогубством. Артур Кленнем важко захворює і Емі доглядає за ним. Незабаром Артур отримує листа, в якому він знаходить неймовірні відомості про своє життя.                    |

## Акторський склад
- Клер Фой ..... Емі Дорріт
- Метью Макфейден ..... Артур Кленнем
- Джуді Парфітт ..... місіс Кленнем
- Том Куртене ..... Вільям Дорріт
- Енді Серкіс ..... Ріго/Бландуа
- Едді Марсан ..... Панкс
- Емма Пірсон ..... Фанні Дорріт
- Джеймс Фліт ..... Фредерік Дорріт
- Артур Дарвілл ..... Едвард «Тіп» Дорріт
- Антон Лессер ..... Пан Мердл
- Аманда Редман ..... місіс Мердл
- Себастьян Арместо ..... Едмунд Спарклер
- Алан Армстронг ..... Єремія Флінтвіч
- Сью Джонстон ..... Еффері Флінтвіч
- Джорджія Кінґ ..... Пет Мігльз
- Алекс Віндам ..... Генрі Гоуен
- Білл Патерсон ..... Пан Мігльз
- Джанін Дувіцкі ..... місіс Мігльз
- Рут Джонс ..... Флора Фінчінг
- Джон Alderton ..... Крістофер Кесбі
- Аннетт Кросбі ..... Тітка Флори
- Зубін Варла ..... Даніель Дойс
- Рассел Тові ..... Джон Чівер
- Рон Кук ..... Пан Чівер
- Фріма Агьеман ..... Теттікорем
- Максін Пік ..... Міс Вейд
- Гаррієт Волтер ..... Місіс Говен
- Джейсон Торп ..... Жан-Батист Кавалетті
- Джейсон Воткінс ..... Пан Плорніш
- Рози Кавальєро ..... місіс Плорніш
- Ів Майлз ..... Меггі Плорніш
- Роберт Гарді ..... Тіт Поліп (старший)
- Пем Ферріс ..... Місіс Гортензія Дженерал
- Скай Беннетт ..... дівчина
- Ієн Мак-Елгінні ..... Містер Кленнем